# Ligne de Hatvan à Sátoraljaújhely et Nyíregyháza par Miskolc et Szerencs
La ligne de Hatvan à Sátoraljaújhely et Nyíregyháza par Miskolc et Szerencs ou ligne 80 est une ligne de chemin de fer de Hongrie. Elle relie Budapest à Sátoraljaújhely.